# L'Invasion des abeilles tueuses
Pour plus de détails, voir Fiche technique et Distribution.
L'Invasion des abeilles tueuses (Deadly Invasion: The Killer Bee Nightmare), également connu sous le titre Frelons, est un téléfilm américain de Rockne S. O'Bannon diffusé en 1995.

## Synopsis
Une petite ville est touchée par une invasion d'abeilles tueuses qui déciment tout ce qui se trouve sur leur passage.

## Fiche technique
- Titre original : Deadly Invasion: The Killer Bee Nightmare
- Titre français : L'Invasion des abeilles tueuses
- Réalisation : Rockne S. O'Bannon
- Genre : suspense ; horreur
- Année : 1995
- Pays :  États-Unis

## Distribution
- Robert Hays : Chad Ingram
- Nancy Stafford : Karen Ingram
- Ryan Phillippe : Tom Redman
- Gina Philips : Tracy Ingram
- Gregory Gordon : Kevin Ingram
- Michael A. Nickles : Kenneth
- Danielle von Zerneck : Linda
- Dennis Christopher : Pruitt Taylor Beauchamp
- Whitney Danielle Porter : Lucy Ingram
- Jeff Johnson : Travis
- Mindy Lawson : Kristyn
- Donré Sampson : Government Representative
- Carolyn Hennesy : USDA Representative
- Thomas E. Jacobsen : Deputy
- Thom Dillon : Mayor